# Craig Lowndes
Craig Lowndes, född den 21 juni 1974 i Melbourne, Australien, är en australisk racerförare.

## Racingkarriär
Som många andra australiska racerförare körde Lowndes formelbilar i början av sin karriär, innan han fick ett kontrakt i ATCC. Han vann sensationellt mästerskapet och båda enduranceracen 1996, innan han överraskade alla och flyttade till Europa för att köra Formel 3000 1997. Han lyckades inte särskilt bra mot framtida storstjärnan Juan Pablo Montoya, som var hans teamkamrat. Hans dröm om att köra Formel 1 dog, och han flyttade hem igen.
Det gick dock lysande för honom hemma, då han vann 1998 och den nybildade V8 Supercar-serien 1999. Han följde upp det genom att bli trea 2000. Lowndes såg ut att vara seriens nya stjärna, men det blev Mark Skaife som istället tog tre raka titlar, medan Lowndes bytte från Holden till Ford, och inte var i närheten av toppen de närmsta fyra åren. Under de mörka åren i hans karriär var han bästa totalplacering femteplatsen 2003 för Ford Performance Racing.
2005 innebar en nytändning för Lowndes, som blev tvåa i mästerskapet bakom Russell Ingall efter bytet till Team Betta Electrical. Det gick på samma sätt året efter, ett år han krönte genom att vinna Bathurst 1000 tillsammans med Jamie Whincup. Med Vodafone som ny sponsor 2007 slutade Lowndes på tredjeplats totalt, efter att ha vunnit båda enduranceracen, men han fick se sig allt som oftast ifrånkörd av Whincup som blev tvåa. 2008 var ännu en stabil säsong av Lowndes, som dock blev ifrånkörd ordentligt av Whincup sett över hela säsongen, men slutade ändå på fjärde plats totalt, efter en tredje raka Bathurst-vinst.
Säsongen 2009 var inte heller den Lowndes säsong, men han tog några segrar, och slutade fyra i mästerskapet bakom Whincup och Holden Racing Team-förarna Will Davison och Garth Tander. När bytte från Ford till Holdenbilar till säsongen 2010, kom Lowndes loss från sitt personliga kontrakt med Ford, och stannade i teamet.
I juli 2018 meddelade han att säsongen 2018 blir hans sista i Supercars.

## V8 Supercar

### Segrar
| Nr | Omgång           | År   |
| -- | ---------------- | ---- |
| 1  | Eastern Creek    | 1996 |
| 2  | Sandown          | 1996 |
| 3  | Symmons Plains   | 1996 |
| 4  | Lakeside         | 1996 |
| 5  | Barbagallo       | 1996 |
| 6  | Mallala          | 1996 |
| 7  | Sandown          | 1998 |
| 8  | Symmons Plains   | 1998 |
| 9  | Phillip Island   | 1998 |
| 10 | Barbagallo       | 1998 |
| 11 | Calder Park      | 1998 |
| 12 | Oran Park        | 1998 |
| 13 | Adelaide         | 1999 |
| 14 | Barbagallo       | 1999 |
| 15 | Barbagallo       | 2000 |
| 16 | Ipswich          | 2000 |
| 17 | Ipswich 500      | 2000 |
| 18 | Phillip Island   | 2003 |
| 19 | Eastern Creek    | 2005 |
| 20 | Ipswich          | 2005 |
| 21 | Surfers Paradise | 2005 |
| 22 | Winton           | 2006 |
| 23 | Hidden Valley    | 2006 |
| 24 | Oran Park        | 2006 |
| 25 | Bathurst 1000    | 2006 |
| 26 | Hidden Valley    | 2007 |
| 27 | Sandown 500      | 2007 |
| 28 | Bathurst 1000    | 2007 |
| 29 | Bathurst 1000    | 2008 |